# غاي هيلرز
غاي هيلرز (بالفرنسية: Guy Hellers)‏ (10 أكتوبر 1964 بلوكسمبورغ - ) هو مدرب كرة قدم ولاعب كرة قدم لوكسمبورغي في مركز الوسط. شارك مع منتخب لوكسمبورغ لكرة القدم. أما مع النوادي، فقد لعب مع إف91 دوديلانج وستاندارد لييج ونادي ميتز.

## مسيرته الكروية
لعب غاي هيلرز خلال مسيرته الاحترافية مع ناديين في 18 موسمًا وسجل خلالها 30 هدف ضمن 382 مباراة. حيث فاز في موسم واحدًا بالكأس وموسم واحدًا بالدوري.
خاض غاي هيلرز مسيرته مع نادي ستاندارد لييج في موسم 1983–84 ليلعب معه سبعة عشر موسمًا، مشاركًا في 382 مباراة سجل خلالها 30 هدف. ثم انتقل إلى نادي إف91 دوديلانج في موسم 1999–00 لمدة موسم واحد، حيث شارك في 0 مباراة ولم يسجل أي هدف.

## وصلات خارجية
- غاي هيلرز على موقع الاتحاد الدولي (مؤرشف)  (الإنجليزية)
- غاي هيلرز على موقع الاتحاد الأوربي (الإنجليزية)
- غاي هيلرز على موقع قاعدة بيانات كرة القدم.إي يو (الإنجليزية)
- غاي هيلرز على موقع ناشيونال فوتبول تيمز (الإنجليزية)